# Hartest
Hartest est une localité d'Angleterre, au Royaume-Uni, située dans le district de Babergh, comté du Suffolk.